# Grünhorn
Grünhorn (również Gross Grünhorn) – szczyt w Alpach Berneńskich, części Alp Zachodnich. Leży w Szwajcarii w kantonie Valais, blisko granicy z Włochami. Można go zdobyć ze schroniska Konkordia Hütte (2850 m). Leży między dwoma dużymi lodowcami Aletschgletscher na zachodzie i Fieschergletscher na wschodzie.
Pierwszego odnotowanego wejścia dokonał Edmund von Fellenberg, Peter Michel, Peter Egger i Peter Inäbnit 7 sierpnia 1865 r.